# بروک دانوهیو
بروک دانوهیو (انگلیسی: Brooke Donoghue؛ زادهٔ ۶ ژانویهٔ ۱۹۹۵) قایقران روئینگ زن اهل نیوزیلند است.
وی در مسابقات کشوری و بین‌المللی در مجموع برندهٔ ۲ مدال طلا، ۲ مدال نقره شده‌است.